# ماريا إيلينا
ماريا إيلينا (بالإسبانية: María Elena)‏ هي مدينة في إقليم أنتوفاغاستا في تشيلي.
يبلغ عدد سكانها حوالي 7,412 نسمة.

## أعلام
- رينيه ميلينديز